# Луг (Ужгородський район)
Луг — село в Україні, у Закарпатській області, Великоберезнянському районі. Населення 434 чоловік станом на 2001 рік. Підпорядковане Волосянській сільській раді. Нині село включене до Волосянки і вважається західною частиною села. Залізнична платформа Луг.

## Історія

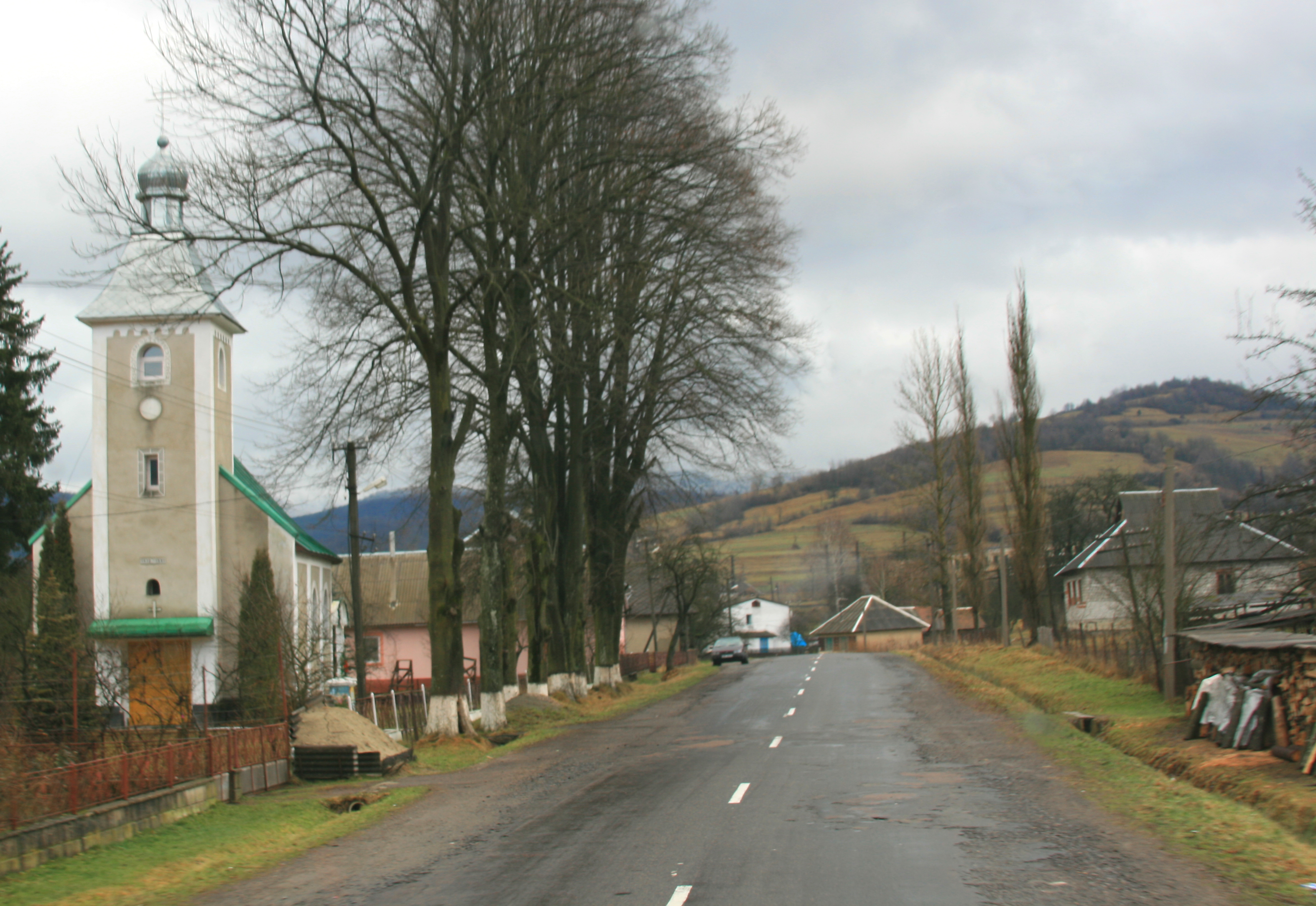
Центральна вулиця в селі Луг

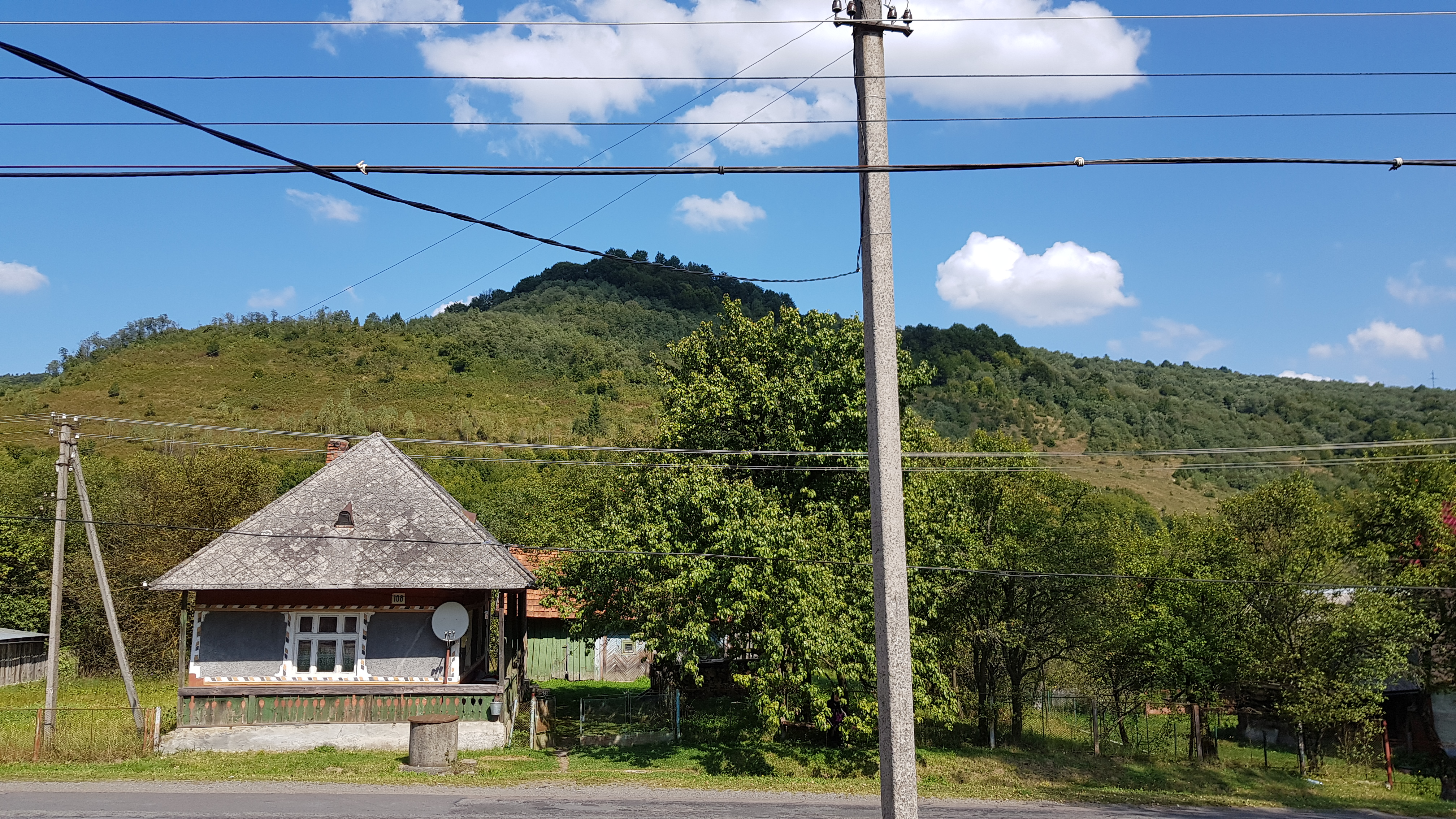

Згадується вперше у 1602 році як Luh. У 1773 — Luch, 1800 — Luch, 1851 — Luch, 1913 — Ligetes.
В урбарії 1631 року в селі було опубліковано два шолтиські та три селянські домогосподарства. налічувалося 19 желярських родин.
З 1691 по 1715 кількість населення зменшилася до двох кріпацьких та одного незалежного господарства.
Церква Вознесіння Господнього. 1930.
Старші люди кажуть, що давніше в селі була каплиця, а теперішню невелику муровану церкву базилічного типу збудували четверо майстрів з Лютої. Церква не мала іконостаса і була прикрашена лише окремими образами та скромним малюванням. У середині 1990-х років Василь Дуб виготовив іконостас, а Василь Кешкентій намалював образи. Впродовж 1990-х років заслугою церківника Степана Гребіня зроблено ряд ремонтів зовні та всередині церкви. Внутрішній ремонт вів Михайло Щербанич. У вежі зберігається один дзвін з латинським написом: «VOX DOMINI IN MAGNIFICENTIA».

## Населення
За переписом населення України 2001 року в селі мешкали 433 особи.

### Мова
Розподіл населення за рідною мовою за даними перепису 2001 року:
| Мова       | Кількість | Відсоток |
| ---------- | --------- | -------- |
| українська | 433       | 99.77%   |
| російська  | 1         | 0.23%    |
| Усього     | 434       | 100%     |

## Туристичні місця
- храм Вознесіння Господнього. 1930.
- Ужанські пороги